# Sát thủ John Wick: Phần 2
Sát thủ John Wick: Phần 2 (tựa tiếng Anh: John Wick: Chapter 2) là một bộ phim hành động giật gân Mỹ năm 2017 do Chad Stahelski đạo diễn và Derek Kolstad viết kịch bản. Đây là phần thứ hai của loạt phim John Wick sau phần đầu tiên năm 2014. Phim có sự tham gia của Keanu Reeves, Common, Laurence Fishburne, Riccardo Scamarcio, Ruby Rose, John Leguizamo và Ian McShane, đánh dấu lần hợp tác đầu tiên giữa Reeves và Fishburne kể từ bộ ba phim The Matrix.
Quá trình quay phim chính bắt đầu vào ngày 26 tháng 10 năm 2015 tại thành phố New York. Phim ra mắt tại Los Angeles vào ngày 30 tháng 1 năm 2017 và được công chiếu tại Mỹ vào ngày 10 tháng 2. Phim nhận được đánh giá phê bình tích cực và thu về 171,5 triệu USD trên toàn cầu, gấp hơn bốn lần kinh phí 40 triệu USD và gần hai lần doanh thu phần đầu là 88 triệu USD. Sát thủ John Wick: Phần 2 khởi chiếu tại Việt Nam cùng ngày với Mỹ. Phần tiếp theo của nó là Sát thủ John Wick: Phần 3 – Chuẩn bị chiến tranh, được công chiếu tại các rạp vào 17 tháng 5, 2019.

## Nội dung
Bốn ngày sau sự kiện của phần phim trước, cựu sát thủ John Wick đã lấy lại chiếc xe hơi Mustang ở địa bàn của Abram Tarasov, em trai của Viggo và chú của Iosef. John hạ gục hết thuộc hạ của Abram trong cuộc giao chiến dữ dội khiến chiếc Mustang bị dập nát. John sau đó chấm dứt mối thù với nhà Tarasov và quay về nhà.
John giao chiếc Mustang cho Aurelio sửa chữa. Đêm đó Santino D'Antonio - tên trùm tội phạm người Ý ghé nhà John. Santino đưa ra huyết ấn mà John đã giao cho hắn năm xưa để đổi lấy việc được quy ẩn nhằm yêu cầu John làm giúp hắn một việc, nhưng John từ chối vì cho rằng mình đã bỏ nghề. Santino sau đó phá hủy ngôi nhà của John với khẩu súng phóng lựu.
Winston, quản lý của khách sạn Continental New York, nhắc cho John nhớ hai nguyên tắc: không được giết chóc trong Continental và phải biết tôn trọng huyết ấn. John đồng ý đến gặp Santino để nhận nhiệm vụ. Santino muốn John giết chết chị gái của hắn là Gianna D'Antonio, để hắn có thể thay thế chị hắn lên nắm quyền tổ chức mafia Ý. Santino cử Ares, nữ vệ sĩ bị câm của hắn, đi theo giám sát John.
Ở Rome, John thâm nhập vào bữa tiệc của Gianna và đối mặt với cô trong phòng riêng. Gianna quyết định tự tử bằng cách cắt tay. John bắn thêm một phát súng để đảm bảo cô chết thật sự, xem như hoàn thành nhiệm vụ. Khi đang rời đi, John bị đám thuộc hạ của Santino phục kích, chúng muốn giết anh bịt đầu mối. John tiêu diệt rất nhiều tên mafia rồi bị Cassian - vệ sĩ thân tín của Gianna đuổi theo. John và Cassian đánh nhau cho đến khi rơi vào khách sạn Continental. Giống như khách sạn Continental New York, khách sạn ở Rome cũng có nội quy cấm giết chóc, buộc John và Cassian phải ngừng đánh nhau. Cả hai cùng ngồi uống rượu, Cassian thề sẽ trả thù cho Gianna.
Khi John quay về New York, Santino giả vờ muốn trả thù cho chị gái nên hắn treo thưởng 7 triệu đôla cho ai giết được John, dẫn đến việc rất nhiều sát thủ tấn công John. Cassian đối đầu với John lần nữa bên dưới tàu điện ngầm. John đã đánh thắng và bỏ mặc Cassian ở lại chờ chết. Bị thương và tuyệt vọng, John tìm đến ông trùm tội phạm Vua Ăn Mày nhờ giúp đỡ. Vua Ăn Mày chữa trị vết thương cho John và hướng dẫn anh đến địa điểm của Santino. John giết hết các thuộc hạ của Santino cũng như hạ gục Ares trong trận chiến bằng dao, Santino thấy thế liền bỏ chạy và trú ẩn trong khách sạn Continental. Mặc kệ lời cảnh báo của Winston, John bắn chết Santino ngay trong khách sạn.
Ngày hôm sau, Winston nói rằng do John vi phạm nội quy Continental nên anh bị hủy bỏ tư cách thành viên và thế giới ngầm không còn chấp nhận anh nữa. Số tiền thưởng để giết John đã tăng lên gấp đôi và John sẽ bị truy sát trên toàn thế giới. Winston cho John một giờ để bỏ chạy, John tuyên bố rằng anh sẵn sàng giết bất kỳ tên sát thủ nào dám đụng đến anh. John và chú chó cưng của anh bỏ chạy thật nhanh khỏi công viên Trung tâm, lúc đó rất nhiều điện thoại xung quanh anh reo lên, báo hiệu rằng cuộc truy sát anh bắt đầu có hiệu lực.

## Diễn viên
- Keanu Reeves vai John Wick
- Riccardo Scamarcio vai Santino D'Antonio
- Claudia Gerini vai Gianna D'Antonio
- Ian McShane vai Winston
- Common vai Cassian
- Laurence Fishburne vai Vua Ăn Mày
- Ruby Rose vai Ares
- Lance Reddick vai Charon
- Tobias Segal vai Earl
- John Leguizamo vai Aurelio
- Bridget Moynahan vai Helen Wick
- Peter Stormare vai Abram Tarasov
- Thomas Sadoski vai Jimmy
- David Patrick Kelly vai Charlie
- Franco Nero vai Julius